# Kilian Wenger
Kilian Wenger (* 11. Mai 1990) ist ein ehemaliger Schweizer Schwinger. Er wurde beim Eidgenössischen Schwing- und Älplerfest 2010 in Frauenfeld Schwingerkönig.

## Leben
Wenger absolvierte eine Metzgerlehre sowie eine Zweitausbildung zum Zimmermann. Er wohnt in Horboden (Gemeinde Diemtigen) im Berner Oberland. Kurz vor Veröffentlichung 2015 stoppte Wenger die vom Journalisten Christian Boss geschriebene Biografie Kilian Wenger – vom Naturtalent ins Rampenlicht, da das Buch seinen Vorstellungen nicht in sämtlichen Teilen entsprochen hatte.

## Schwingen
Wenger schwingt für den Schwingklub Niedersimmental. Seine bevorzugten Schwünge sind der Kurz, der Wyberhaken und der Fussstich. Er ist 190 cm gross und wiegt 107 kg. Beim Eidgenössischen Schwing- und Älplerfest 2010 in Frauenfeld gewann er seinen ersten eidgenössischen Kranz und wurde mit acht Siegen aus acht Gängen Schwingerkönig. Er war damit der erste Schwinger seit Ernst Schläpfer, der bei einem Eidgenössischen Schwingen alle Kämpfe gewinnen konnte.
Bisher (März 2020) gewann Wenger 21 Kranzfeste und insgesamt 89 Kränze. 4 davon sind Eidgenössische, 14 kantonale, 47 Teilverbands- und 24 Bergkränze.
In der offiziellen Jahrespunkteliste des Eidgenössischen Schwingerverbands belegte Wenger 2019 den 20. Rang.
Beim Kilchberger Schwinget 2021 verlor Wenger den Schlussgang gegen Samuel Giger.
Am 2. August 2024 gab er seinen sofortigen Rücktritt vom Schwingsport bekannt. Als Grund nannte er seine anhaltenden Rückenschmerzen.

## Ehrungen
Die Gemeinde Diemtigen verlieh Wenger 2011 die Ehrenbürgerschaft.